# Le Touquet-Paris-Plage
Le Touquet-Paris-Plage også kendt som Le Touquet er en kommune i det franske departement Pas-de-Calais i regionen Hauts-de-France. Kommunen havde 4.538 indbyggere i 2011.
Byen var startby for den franske del af Tour de France 2014.